# Alalaque
Alalaque (em hitita: Alalaḫ), a moderna Tel Atchana, foi uma importante cidade-Estado da Idade do Bronze na planície do Amuque, no sudeste da moderna Turquia, perto da curva mais meridional do Orontes. Tem 17 camadas de ocupação se estendendo da Idade do Bronze Médio ao Bronze Tardio, embora haja alguma evidência pertencente ao Calcolítico e Bronze Antigo. O sítio tem formato oval e é formado por um monte (tel) de 750 por 300 metros. Foi escavado por C. L. Wooley em nome da Sociedade de Antiquários de Londres (1937-1939; 1946-1949) que descobriu o palácio, templo, e zonas residenciais acessadas por um portão e protegidas por uma muralha. Em 2003, novas escavações foram iniciadas pelo Instituto Oriental da Universidade de Chicago, sob direção de K. A. Yener.